# GRASS GIS
GRASS GIS (Geographic Resources Analysis Support System) – opracowany przez US Army CERL program do tworzenia, analizy i przetwarzania danych geoprzestrzennych, działający w środowisku Uniksa. Jest programem Open Source.

## Ogólna charakterystyka
Darmowy pakiet oprogramowania GIS, udostępniany na licencji GNU GPL. Od 1982 roku rozwijany przez CERL jako narzędzie do analiz środowiskowych. Ostatnia pełna wersja opracowana przez CERL to 4.1 z 1992 roku. Powstały tam także podstawy do wersji 5.0 z obsługą liczb zmiennoprzecinkowych. Po roku 1997 był rozwijany przez Baylor University (USA). Od 1999 roku nad kolejnymi wersjami pracuje międzynarodowy, otwarty zespół programistów GRASS Development Team pod kierunkiem Marka Natelera, przy współpracy z ITC-irst w Trento we Włoszech. Pakiet ten ma budowę modułową, co ułatwia jego rozwój przez grupę niezależnych od siebie programistów.

## Systemy operacyjne
Od początku GRASS GIS był opracowywany dla systemu UNIX. Obecnie dostępne są wersje dla kilku dystrybucji systemu Linux, systemu OS X oraz dla systemów MS Windows.

## Dostępność
Na stronie domowej projektu zamieszczone są linki do stron zawierających pakiety binarne w formatach RPM i DEB dla dystrybucji Linuksa (Debian, Fedora, Mandrake/Mandriva, SuSE, Slackware) oraz pakiety dla systemów OS X. Podany jest także adres zawierający instrukcję instalacji środowiska Cygwin i uruchomienia pakietu GRASS GIS pod systemami MS Windows. Na stronie tej udostępniane są także bezpłatnie kody źródłowe poszczególnych wersji oprogramowania.

## Obsługiwane formaty danych
Import i eksport danych odbywa się za pomocą modułów odpowiednich dla danego formatu (np. r.in.png, v.in.shape, r.out.tiff, v.out.dxf) lub za pomocą bibliotek GDAL i OGR (r.in.gdal, v.in.ogr, r.out.gdal, v.out.ogr).

## Organizacja danych
GRASS GIS ma specyficzną formę organizacji danych. Wszystkie dane gromadzone są w jednym katalogu bazowym, który podzielony jest na lokalizacje (locations). Każda lokalizacja ma przypisane określone odwzorowanie i układ odniesienia. Dane w lokalizacji podzielone są na zestawy danych (mapsets). Zestaw PERMANENT zawiera podstawowe dane dotyczące lokalizacji i dane nie podlegające edycji. Dodatkowo istnieją zestawy danych należące do poszczególnych użytkowników, którzy mają wyłączność na ich edycję. Równocześnie każdy może przeglądać dane ze wszystkich zestawów.
Dane rastrowe umieszczone są w katalogach:
- cell – wartości komórek rastra
- cellhd – informacje nagłówka
- cats – przypisanie komórek rastra do kategorii
- colr – definicja tabeli kolorów
- cell_misc – dane statystyczne mapy rastrowej
- hist – historia pliku
- fcell – mapa rastrowa z wartościami zmiennoprzecinkowymi

Gdy przechowujemy mapę rastrową o nazwie mapa, plik o takiej nazwie znajduje się w każdym z wymienionych katalogów. Katalogi cats i colr są opcjonalne. W inny sposób są przechowywane dane wektorowe. Są one gromadzone w katalogu vector, którego podkatalogi reprezentują poszczególne warstwy danych. Każda warstwa składa się z plików coor, dbln, hist, sidx i topo. Podobna jest struktura plików z danymi atrybutowymi – gromadzone są one w katalogu dbf.
Każdy zestaw danych (mapset) zawiera plik WIND określający współrzędne graniczne i rozmiar rastra aktualnego regionu (okna). Plik ten modyfikuje się przez określenie parametrów polecenia g.region.

## Praca w GRASS GIS
Używając modułów GRASS GIS możemy korzystać zarówno z powłoki systemu (wpisując polecenia z klawiatury) jak i z interfejsu graficznego (GUI). Podstawowym interfejsem jest GIS Manager. Dane, szczególnie trójwymiarowe, mogą być także przeglądane za pomocą NVIZ. Moduły GRASS GIS są także obsługiwane przez oddzielny program Quantum GIS (QGIS). Obsługę modułów GRASS GIS zapewnia także framework JGRASS

## Funkcjonalność
GRASS GIS zawiera około 350 modułów pozwalających m.in. na przetwarzanie obrazów (image processing), manipulację danymi przestrzennymi (rastrowymi i wektorowymi) i atrybutowymi, wyświetlanie danych na ekranie lub przygotowanie ich do druku, przeprowadzenie analiz wektorowych (m.in. analizy sieciowe, wydzielenie stref buforowych, analiza intersekcji) i rastrowych (m.in. algebra map, klasyfikacja obrazów, analizy geomorfologicznie na podstawie Numerycznego Modelu Terenu), digitalizację, georeferencję i geokodowanie, rasteryzację i wektoryzację danych. GRASS GIS umożliwia pracę z bazami danych PostgreSQL, MySQL, DBF (dBase) i ODBC. Dane mogą być przygotowane do udostęniania w Internecie za pomocą środowiska UMN MapServer dzięki użyciu bibliotek GDAL i OGR. Analizy statystyczne mogą być wykonywane za pomocą obsługi gstat i języka GNU R. Działania matematyczne mogą być wykonane dzięki obsłudze języków Octave i Matlab. GRASS GIS pozwala na pracę na wektorowych i rastrowych danych trójwymiarowych (do standardowych danych wektorowych dodano jednostki face i kernel, dane zapisywane są w formacie x, y, z; podstawowa jednostka trójwymiarowych danych rastrowych to woksel).

## Zastosowanie
GRASS GIS jest szczególnie popularny w środowisku akademickim, ze względu na swoją funkcjonalność i możliwość swobodnego jej rozwijania. Przeznaczony jest przede wszystkim dla użytkowników posiadających pewną wiedzę na temat GIS-u i znających podstawowe zasady pracy w systemach linuksowych. Zgodnie z jego pierwotnym przeznaczeniem używany jest obecnie przede wszystkim do analiz środowiskowych. Wśród użytkowników pakietu znajduje się wiele amerykańskich i europejskich uniwersytetów i organizacji rządowych.

## Niektóre źródła
- Neteler, M. and H. Mitasova "Open Source GIS: A GRASS GIS Approach. Second Edition." Boston: Kluwer Academic Publishers/Springer. 424pp, 2004. ISBN 1-4020-8064-6, Online Supplement
- An introduction to the practical use of the Free Geographical Information System GRASS 6.0 v 1.2, 2004-2005 GDF Hannover HTML
- Markus Neteler, 2005, GRASS 6 in a nutshell PDF
- Alessandro Tomasi, Tutorial GRASS 5 HTML
- Leszek Litwin, Grzegorz Myrda, 2005, Systemy Informacji Geograficznej. Zarządzanie danymi przestrzennymi w GIS, SIP, SIT, LIS ISBN 83-7361-846-5